# Anke Rehlinger
Anke Rehlinger (ur. 6 kwietnia 1976 w Wadern) – niemiecka polityk, prawniczka i samorządowiec, wiceprzewodnicząca Socjaldemokratycznej Partii Niemiec (SPD), w latach 2012–2022 minister w rządzie krajowym, a od 2022 premier Saary, przewodnicząca Bundesratu w kadencji 2024–2025.

## Życiorys
W 1995 uzyskała maturę w miejscowości Merzig. W 2000 ukończyła studia prawnicze na Uniwersytecie Kraju Saary. W 2000 i 2003 zdała państwowe egzaminy prawnicze I oraz II stopnia. Pracowała w krajowym ministerstwie sprawiedliwości i jako wykładowczyni w akademii prowadzonej przez organizację AWO. W 2005 dołączyła do adwokatury.
W 1998 wstąpiła do Socjaldemokratycznej Partii Niemiec. Zasiadała w radzie dzielnicy Nunkirchen (2000–2012) i radzie miejskiej w Wadern (2004–2012). Od 2004 wybierana do landtagu Saary. W latach 2003–2007 była wiceprzewodniczącą młodzieżówki Jusos w Saarze. W 2013 została wiceprzewodniczącą, a w 2018 przewodniczącą krajowych struktur SPD. W 2017 dołączyła do zarządu federalnego partii, a w 2019 została wiceprzewodniczącą SPD w Niemczech (utrzymywała tę funkcję także w kolejnych wyborach wewnątrzpartyjnych).
Od maja 2012 do stycznia 2014 w rządzie krajowym pełniła funkcje ministra środowiska i ochrony konsumentów oraz ministra sprawiedliwości. Następnie do kwietnia 2022 była wicepremierem oraz ministrem gospodarki, pracy, energii i transportu. Kierowana przez nią krajowa SPD zdecydowanie zwyciężyła w wyborach do landtagu w marcu 2022. 25 kwietnia 2022 Anke Rehlinger została wybrana na nowego premiera Saary. 1 listopada 2024 objęła stanowisko przewodniczącej Bundesratu (na okres jednorocznej kadencji).